# Christian Selchauhansen
Christian Selchauhansen était officier de l'armée danoise né en 1871. À la suite d'une aventure amoureuse qui avait fait un certain bruit à la cour du Danemark, il avait obtenu de partir faire un stage à la Légion étrangère.
Mais enthousiasmé par la vie qu'il y découvrit, il obtint de se faire admettre dans les cadres réguliers de l'armée française en 1894.
Il est engagé comme sous-lieutenant et nommé lieutenant en 1896.
Il prend part à de nombreuses campagnes, au Tonkin, où il se distingue sur la frontière chinoise, en Tunisie, à Madagascar, dans le sud-oranais. En 1901-1902, il suit les cours de l'école de cavalerie de Saumur. Il est ensuite affecté en Algérie dans les compagnies montées.
Il se distingue particulièrement en mai 1903, à Figuig, devant le ksar de Zénaga, où il sauve le gouverneur général de l'Algérie Jonnart et le général O'Connor, assaillis par un grand nombre de combattants Berabers.
Au combat d'El-Moungar, le 2 septembre 1903, il tombe l'un des premiers, frappé de trois balles. Il décède le 4 septembre.
Anecdote :
Sur sa tombe, le capitaine Bonnelet, son ancien chef, eut ces mots :
"Tu n'avais qu'un seul désir, celui de rentrer dans ton petit pays avec sur la poitrine cette croix de la Légion d'honneur que tu désirais tant et que tu avais méritée au Tonkin et sur cette frontière…
Mais si tes chefs ne te l'ont pas donnée, moi qui te connaissais et qui te pleure, je te la donne." et, joignant le geste à la parole, le capitaine Bonnelet arrache sa propre croix et la jette sur le cercueil.
Il fut, pour ce geste, puni de huit jours d'arrêt par ses chefs et félicité par ses camarades.

## Sources
- Képi blanc et Division histoire et patrimoine de la Légion étrangère